# Inre Kamträsket
Inre Kamträsket är en sjö i Älvsbyns kommun i Norrbotten och ingår i Piteälvens huvudavrinningsområde. Inre Kamträsket ligger i Piteälven Natura 2000-område.